# Holving
Holving là một xã trong vùng hành chính Lothringen, thuộc tỉnh Moselle, quận Sarreguemines, tổng Sarralbe. Tọa độ địa lý của xã là 49° 01' vĩ độ bắc, 06° 96' kinh độ đông. Holving nằm trên độ cao trung bình là 232 mét trên mực nước biển, có điểm thấp nhất là 214 mét và điểm cao nhất là 263 mét. Xã có diện tích 10,75 km², dân số vào thời điểm 2005 là 1152 người; mật độ dân số là 107 người/km².

## Thông tin nhân khẩu
| 1962 | 1968 | 1975 | 1982 | 1990 | 1999 | 2005 |
| ---- | ---- | ---- | ---- | ---- | ---- | ---- |
| 856  | 864  | 926  | 972  | 1032 | 1064 | 1152 |

## Nhân vật nổi tiếng
- Charles Haffner (sinh năm 1976), cầu thủ bóng đá.